# コンニャク版
コンニャク版（こんにゃくばん）は、平版印刷の一種である。少部数印刷や陶器、焼き物の絵付けに使用された。世界的には一般にヘクトグラフ（Hectograph）と呼ばれ、ほかにゼラチン複写機またはゼラチン版（Gelatin duplicator）、ゼリーグラフ（Jellygraph）とも呼ばれる。

## 概要

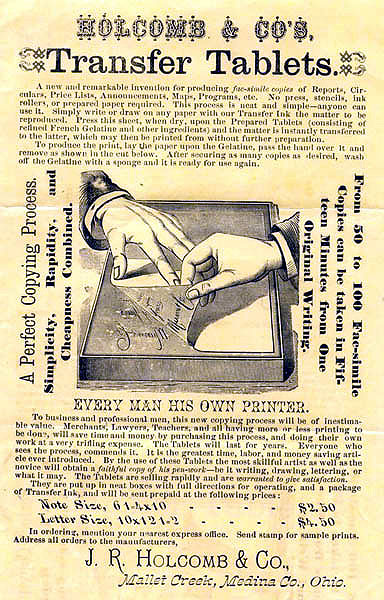
19世紀のヘクトグラフの広告

1869年にロシアのミハイル・アリソフが考案したとされる軽印刷技法の一つで、1879年にドイツのヴィンセント・カイゼルとルドルフ・フサークが考案したとの説もある。
「ヘクトグラフ」の名称は、印刷可能枚数の目安である"100枚"にちなみ、ギリシャ語の「ヘクト」（hecto）から名付けられた。日本では技法が紹介された際、転写に用いるゼラチンパッドをコンニャクに見立ててこの名称が付けられた。
おおむね数十枚から150枚程度の印刷が可能で、1880年代に考案・商用化された謄写版登場までの軽印刷の主流となった。同じく数十枚程度が印刷できるスピリット複写機や、さらに謄写版なども含めた軽印刷全般を指して「ヘクトグラフ」と称する場合がある。

## 原理
アニリン染料などの専用インクを含有したペンや鉛筆、カーボンペーパー、またはタイプライターリボンで筆記した紙のマスターを、水や水溶性溶剤で湿らせたゼラチンパッド上に圧着してパッドにインクを転写。マスターを引きはがしたのち、パッドに印刷用紙を圧着させることで再転写を行い印刷する。このためマスターは鏡像で製作する必要はない。
印刷時にはインクが乗ったゼラチンの表面を爪などで傷つけないよう注意することが必要であった。使用後のゼラチンパッドは水や溶剤に浸してスポンジでインクを除去するか、専用の厚手の吸い取り紙シートで表面を覆ってしばらく保管することで、再び使用することができる。
ゼラチンパッドはゼラチン、グリセリン、硫酸バリウムを水に溶解して凝固させたもので、日本ではゼラチンの代用品として寒天も用いられた。インクは、メチルアニリンバイオレットやアニリンレッドと水、アルコールを混合したものが主に用いられた。